# マエストロ: その音楽と愛と
『マエストロ: その音楽と愛と』（マエストロ そのおんがくとあいと、原題：Maestro）は、2023年制作のアメリカ合衆国の伝記映画。
アメリカを代表する世界的指揮者・作曲家のレナード・バーンスタインと女優でピアニストの妻フェリシア・モンテアレグレ・コーン・バーンスタインが歩んだ紆余曲折に満ちた愛と葛藤の人生をバーンスタインの雄大で美しい音楽と共に描く。ブラッドリー・クーパー主演・監督、マーティン・スコセッシ、スティーヴン・スピルバーグ製作。Netflixで2023年12月20日から配信に先立ち、同年12月8日から一部劇場で公開される。
同年8月3日、アンブリン・パートナーズにおいて、ハズブロはeOneのエンターテインメント資産をライオンズゲートに5億ドルで売却することで合意したと発表し、取引は同年12月27日に完了したため、日本におけるハズブロジャパンは、アンブリン・パートナーズ製作作品の提供を担当する最後の作品となる。

## キャスト
※括弧内は日本語吹替。
- フェリシア・モンテアレグレ・コーン・バーンスタイン：キャリー・マリガン（水樹奈々）
- レナード・バーンスタイン：ブラッドリー・クーパー（桐本拓哉）
- デヴィッド・オッペンハイム：マット・ボマー（高橋広樹）
- ジェイミー・バーンスタイン：マヤ・ホーク（清水理沙）
- シャーリー・バーンスタイン：サラ・シルヴァーマン（高乃麗）
- ジェローム・ロビンズ：マイケル・ユーリー
- ジョシュ・ハミルトン
- スコット・エリス
- サム・ニヴォラ
- トミー・コスラン：ギデオン・グリック（吉田健司）
- ニーナ・バーンスタイン：アレクサ・スウィントン（弘松芹香）
- ミリアム・ショア

## 騒動
ブラッドリー・クーパーはレナード・バーンスタインの若き頃から晩年までを演じる際、カズ・ヒロによる特殊メイクを施されたが、その際に鼻が特殊メイクで大きく強調されていることから、「ユダヤ人に対するステレオタイプに迎合している」という批判の声が上がった。これに対しバーンスタインの子どもたちは、X（旧Twitter）を通じて声明を発表し、クーパーへの支持を表明した。